# Ниязи Рамадани
Ниязи Рамадани (на албански: Nijazi Ramadani) е албански поет и писател.

## Биография
Ниязи Рамадани е роден през 1964 година в Кокаи (Кокай) край Гниляне в Косово, тогава в Югославия.
Завършва гимназия в Гилан, а след това математиката и информатика в Университет в причини.
Той е сред най-известните съвременни поети в Косово. Литературното му творчество е съсредоточено основно върху обработка на национални мотиви и върху патриотизма.